# Automate cellulaire de Codd
L'automate cellulaire de Codd est un automate cellulaire décrit par Edgar F. Codd en 1968.

## Description
Les automates cellulaires tirent leur origine de la volonté de John von Neumann de créer un système capable de se dupliquer lui-même. En 1947, von Neumann créa son constructeur universel, automate complexe à 29 états, mais répondant au problème.
En 1968, Edgar F. Codd le simplifia avec seulement 8 états en créant l'automate qui porte son nom.
Cet automate fut simplifié par Christopher Langton en 1984 avec la boucle de Langton.